# Ненкатакоа
Ненкатакоа — веселий бог родючості, мрії, покровитель ткачів в міфології чибча-муїска. Його ім'я перекладається як «Ведмідь полів та стовпів». Його уособленням була лисиця (Фо).

## Міфи
На думку вчених образ Ненкатакоа відображає давню стадію організації праці, коли робота і ритуальні узливання богам, танці та пісні в їх честь складали єдиний, нерозривний процес.
Зображувався одягненим у бавовняний плащ ведмедем з великим хвостом, інколи напівлюдиною-напівтвариною. В міфології чибча-муісків — бог ритуальних пиятик і хмільного напою чічі, покровитель ткачів і виробників барвників, кераміки, скульптури. Допомагав при доставці стовбурів дерев з навколишніх гір в селища тим, що влаштовував пиятики, які перемежовувалися з фізичною роботою. Під час свят зображувався прихід і участь його у святі. Відповідав він за порядок в релігійних ходах і на всіляких святах.

## Культ
Як жертвопринесення цей бог приймав лише чічу (маїсове ферментоване писо), а тому під час свят на його честь кожен муїска мав напитися до нестями — аж доки не починали «хитатися моральні устої цього народу». За свідченням іспанського хроніста Педро Симона, під час означених свят муїски напивались до нестями і сходилися з ким попало, навіть якщо це були жінки касиків і знаті, на що був загальний дозвіл на час свят.
Під час подібних свят траплялися навіть смертельні випадки, проте муїски не засуджували таких занадто завзятих любителів хмільного, навпаки, вони вважали їх святими мучениками, що загинули на шляху служіння богу Ненкатакоа. Таких небіжчиків ховали у спеціальних гротах, котрі з того моменту ставали «священними печерами».
Окремо свято на честь цього бога влаштовували ткачі. Перед тим робилися спеціальні плащі. Ткачі пили чічі й танцювали колом до запаморочення, а потім кидали догори плащі.